# Gustav Wolf (Historiker)
Paul Theodor Gustav Wolf (* 13. Juni 1865 in Zwickau; † 19. April 1940) war ein deutscher Historiker und Professor für neuere Geschichte.

## Leben
Gustav Wolf studierte Geschichte in Leipzig und Berlin und wurde 1888 in Leipzig mit seiner Arbeit Zur Geschichte des deutschen Protestantismus 1555-1559 unter Wilhelm Maurenbrecher promoviert. Nach seiner Promotion arbeitete Wolf in Archiven in Karlsruhe, Dresden, Berlin und Wien.
Mit seinen zweibändigen Werk Deutsche Geschichte im Zeitalter der Gegenreformation
habilitierte er sich 1899 in Freiburg für neuere Geschichte und arbeitete dort als Privatdozent weiter. Ab Juli 1916 war er in Freiburg zunächst außerordentlicher Professor, ab 1917 ordentlicher Professor für neuere Geschichte.
1933 wurde er wegen einer „jüdischen Abstammung“ aufgrund des nationalsozialistischen Berufsbeamtengesetzes in den Ruhestand versetzt. Ausnahmeregelungen trafen bei Wolf nicht zu. Er wurde nicht vor dem 1. August 1914 verbeamtet und zählte auch nicht zu den „Frontkämpfern“. Die letzte mögliche Ausnahmeregelung, bei der die Behörden eine „hervorragende Bewährung“ berücksichtigt hätten, wurden durch den damaligen Rektor Martin Heidegger (NSDAP) in Freiburg verhindert. Der stellte dazu trocken fest: „[Es] sei unmöglich, bei Dr Wolf davon zu reden, dass er sich während seiner Tätigkeit als Beamter in hervorragender Weise bewährt habe.“ Der Staatsrat Paul Schmitthenner empfahl, ihm aufgrund seiner „14 jährigen Zugehörigkeit zur DNVP“ die Lehrbefugnis nicht zu entziehen oder ihm „zum mindesten eine fortlaufende angemessene Vergütung“ zu bewilligen, aber das badische Kultusministerium schloss sich Heideggers Meinung an und hob den Lehrauftrag auf.

## Schriften
- Zur Geschichte des deutschen Protestantismus 1555-1559. Leipzig 1888.
- Deutsche Geschichte im Zeitalter der Gegenreformation. Oswald Seehagen's Verlag, 1899.
- Aus Kurköln im 16. Jahrhundert. Verlag von E. Ebering, G.m.b.H., Berlin 1905.
- Bismarcks Lehrjahre. Dieterich, Leipzig 1907. Digitalisat.
- Einführung in das Studium der neueren Geschichte. Berlin 1910.
- Quellenkunde der deutschen Reformationsgeschichte 1: Vorreformation und allgemeine Reformationsgeschichte. 2. Nachdruck der Ausgabe Gotha 1915. - Hildesheim : Olms, 1988; 2/3: Kirchliche Reformationsgeschichte, Teil 1 u. 2, Namen- und Sachregister. 2. Nachdruck der Ausgabe Gotha 1916 bis 1923. - Hildesheim : Olms, 1988.